# Cremnops borneanus
Cremnops borneanus är en stekelart som beskrevs av Cameron 1906. Cremnops borneanus ingår i släktet Cremnops och familjen bracksteklar. Inga underarter finns listade i Catalogue of Life.